# Нафтогазодобувна промисловість Об'єднаних Арабських Еміратів
Нафтогазодобувна промисловість Об'єднаних Арабських Еміратів

## Нафтогазовидобуток
У 1995 в ОАЕ в середньому добувалося нафти 290 тис. т на добу, при цьому на частку Абу-Дабі припадало 83%, Дубая —  15 %,  Шарджу —  2 %. Абу-Дабі займає 3-є місце за обсягом видобутку нафти на Близькому Сході (після Саудівської Аравії й Ірану). Невелика кількість нафти добувається також в Рас-ель-Хаймі. Квоти на видобуток нафти в ОАЕ встановлюються Організацією країн-експортерів нафти (ОПЕК), але ОАЕ не завжди дотримувалися цих обмежень. Так, наприклад, в 1990, під час вторгнення Іраку в Кувейт, видобуток нафти в країні вдвічі перевищив квоту. 
Станом на 2003 лідируюче положення в нафтогазовій галузі займає Національна Нафтова Компанія Абу Дабі (ADNOC), утворена в 1971 році. Останнім часом особлива увага приділяється розвідці нових родовищ, розробці знову знайдених, нафтогазовому маркетингу. На другий план відходять нафтопереробка, розподіл і маркетинг нафтопродуктів і зрідженого газу.
У 2003 р в Абу-Дабі починає освоюватися нафтове родовище Хувайла (Huwaila) розташоване за 30 км південніше родовища Бу-Хаса. Передбачається, що починаючи з 2006 р. видобуток тут складе 10 тис. бар./добу. Після 2007 р. передбачається будівництво додаткових свердловин. Хувайла є власністю компанії ADCO (Abu Dhabi Company for Onshore Oil Operations), яка, у свою чергу, на 60 % належить державній нафтовій компанії ADNOC. Іншим капіталом ADCO володіють шість великих міжнародних компаній.
Більша частина нафти що добувається в ОАЕ експортується. Основні імпортери нафти з еміратів – Японія, країни Зах. Європи, США. Основний порт-термінал Джебель-Данна. Крім того, експортується зріджений газ. На початок XXI ст. 55 % газу, що добувається знаходить застосування в країні, а інший — експортується в зрідженому вигляді. Компанія ADNOC здійснює ряд значних газових проектів спільно з Abu-Dhabi Gas Liquefaction Co (ADGAS) і Abu-Dhabi Gas Industries (GASCO).

## Нафтопереробні заводи
Перший нафтопереробний завод потужністю 15 000 бар./добу був відкритий в 1976 році на острові Умм аль Нар в еміраті Абу-Дабі. Завод забезпечував потреби місцевого ринку. У 1983 році завод виробляв 75 000 бар./добу лігроїну, бензину, гасу, дизельного палива і мазуту. У 1981 році великий переробний завод продуктивністю 120 000 бар./добу був відкритий в місті Руваїс, емірат Абу-Дабі. До 1995 його денна продуктивність зросла на 10 %. Випускають ті ж нафтопродукти, що і на заводі в Умм аль Нар і додатково — дизельне паливо для суден і сірку, а також — зріджений газ. Заводи в Умм аль Нар і Руваїс переробляють десяту частину нафти, що добувається в Абу-Дабі і є високорентабельними підприємствами. У 1999 році компанія, що належить уряду емірату Дубай ENOC відкрила в Джебель Алі газоконденсатний завод з добовою продуктивністю 120 000 барелів бензину, лігроїну, авіаційного і дизельного палива. Компанія SOR Ltd в співпраці з Fal Group продовжують будівництво в порту Хамрія нафтопереробного заводу з проектною потужністю 60 000 бар./добу. У 1996 року в Фуджейрі був відкритий нафтопереробний завод, що належить грецькій компанії Metro Oil Corporation, продуктивністю 35 000 бар./добу. Через деякий час він був закритий через фінансові труднощі, а в 2000 році відновив свою роботу як Fujairah Rafinery Company, збільшивши продуктивність до 60 000 бар./добу. Завод виробляє гас, бензин, авіаційне паливо, моторні масла. Акціонерами компанії є Ван Оммерен, ENOC і уряд емірату Фуджейра. Порт Фуджейра займає 3-є місце у світі (після Роттердама і Сінгапура) за обсягом експорту нафтопродуктів. Тільки моторних мастил звідси вивозиться від 600 000 до 800 000 тонн щомісяця.
Таким чином, ОАЕ практично повністю забезпечує свої потреби в продуктах нафтопереробки. Станом на початок XXI ст. країни Ради по співпраці в Перській затоці (GCC) переробляють близько 15% нафти, що добувається ними. До 2007 року цей показник планується збільшити до 21 % [EIB Journal,  September 1997].

## Виробництво зрідженого газу
В недавньому минулому при видобутку нафти попутні гази просто спалювалися, але після стрибка цін на нафту в 1973 році різко зріс інтерес до газу. У 1974 році ОАЕ добувалося близько 500 млн куб. футів газу, 1,5 % з яких використовувалося нафтовими компаніями, 1,5 % витрачалося в Абу-Дабі на виробництво електроенергії і опріснення морської води, а 93 % просто спалювалися. До 1980 р. понад 50 % газу, що добувається експортувалося або використовувалося на місці, а вже в 1983 році показник раціонального витрачання попутного нафтового газу в еміраті Абу-Дабі досяг 92 %.
Компанія ADGAS з 1973 року реалізовує проект по зрідженню газу. У 1977 році почав роботу завод на острові Дас, який щорічно виробляє 2,3 млн тонн зрідженого природного газу і 1,4 млн тонн — зрідженого попутного нафтового газу.
Dolphin Project. Важливе місце в планах розвитку нафтової галузі ОАЕ займає Dolphin Project, що передбачає подальше поглиблення зв'язків з газовою інфраструктурою Катару і Оману, а в недалекому майбутньому — Пакистану. Заява про основні пункти проекту була підписана в березні 1999 року між Qatar General Petroleum Corporation і UAE Offsets Group (UOG). Це дозволить експортувати газ з багатого родовища North Dome в Катарі. Вартість проекту оцінюється в 8–10 млрд доларів. Термін його реалізації — шість-сім років. На першому етапі, до кінця 2002 року, прокладений по дну моря газопровід буде перекачувати 1200 млн куб. футів природного газу. Надалі планується довести цей показник до 3000 млн куб. футів. Проект Dolphin — перша програма подібного масштабу: у вартісному вираженні це — 10 % світового постачання газу.
Газопровід Абу-Дабі — Дубай перебуває в стадії завершення будівництва. Після введення його в експлуатацію Дубай буде отримувати 800 мільйонів кубічних футів газу з родовища Аль Бахуш (Абу-Дабі) — через опріснювальну станцію і електростанцію в Джебель Алі. Згодом ця гілка буде підключена до проекту Dolphin.

## Інтернет-ресурси
- Oil and Gas Infrastructure in the UAE